# Czeskie Budziejowice 5
Czeskie Budziejowice 5 (czeski: České Budějovice 5) – część gminy i obszaru katastralnego w Czeskich Budziejowicach. Zajmuje powierzchnię 11,61 km². Na zachodzie graniczy z dworcem kolejowym, w północno-zachodniej części z ulicą Vrbenská, na wschodzie z gminami Rudolfov i Dobrá Voda u Českých Budějovic, a na południu jest wolna przestrzeń między Suchým Vrbným i częścią Nové Hodějovice.